# Shtiebel

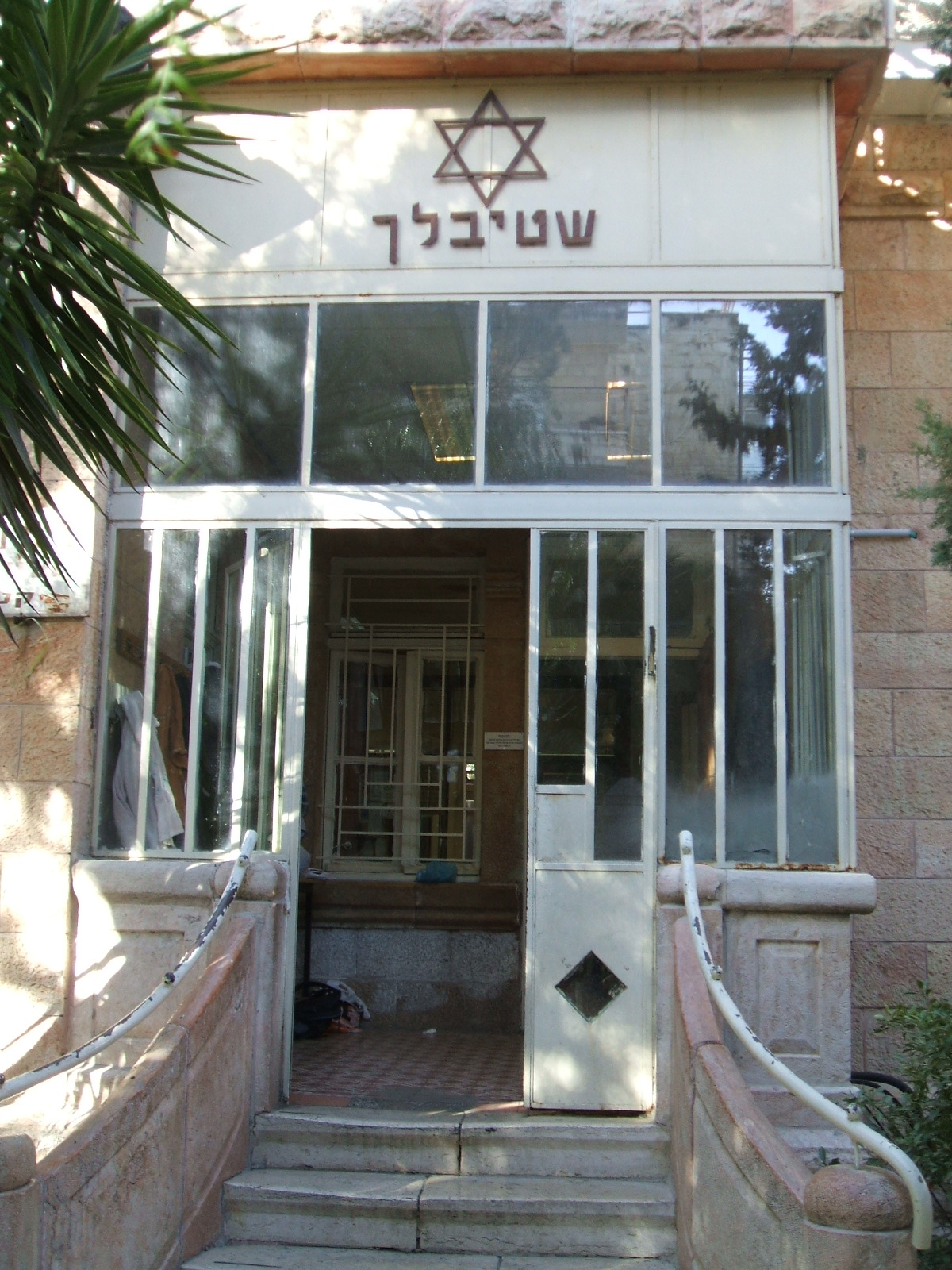
Shtibelekh à Katamon (Jérusalem).

Un shtiebel (pluriel : shtiblekh) en yiddish, qui veut dire « petite pièce » est une petite synagogue (ou un local) utilisée par les hassidim pour la prière et l'étude. 